# Die goldene Gans

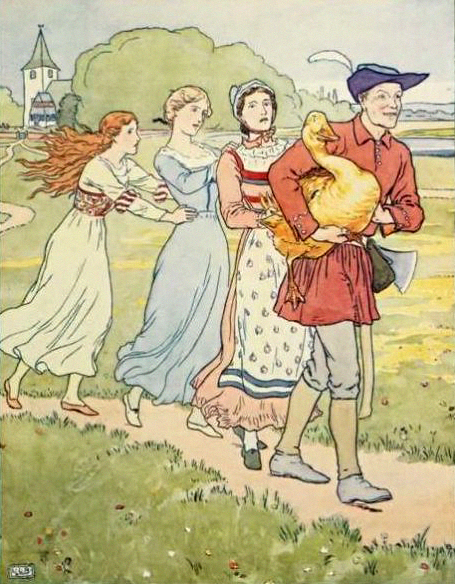
Illustration von Leonard Leslie Brooke, 1905

Die goldene Gans ist ein Märchen (ATU 571, 513B). Es steht in den Kinder- und Hausmärchen der Brüder Grimm an Stelle 64 (KHM 64).

## Inhalt
Der jüngste dreier Söhne einer Familie wird verachtet und heißt Dummling. Der älteste Sohn wird zum Holzhacken geschickt, die Mutter gibt ihm Wein und Eierkuchen mit. Unterwegs will ein graues Männchen mitessen, doch der Sohn lehnt ab. Bei der Arbeit haut er sich die Axt in den Arm. Genauso macht es der zweite Sohn und haut sich ins Bein. Endlich darf der jüngste Sohn Holzhacken gehen, kriegt zwar nur Aschekuchen und sauer Bier, aber teilt gern mit dem Männchen. Zum Lohn zeigt es ihm einen alten Baum, den er umhaut und darunter eine goldene Gans findet. Später in einer Herberge wollen drei Töchter des Gastwirts eine Feder der Gans erhaschen, die erste bleibt mit der Hand daran hängen, die zweite an der ersten, und die dritte an der zweiten. So nimmt der Dummling sie einfach mit. Unterwegs will der Pfarrer die Mädchen abhalten, ihm nachzulaufen, bleibt an der letzten hängen, an ihm der Küster, dann noch zwei Bauern. Beim Anblick dieser Kette lacht die Königstochter, die sonst so ernst ist, dass der König sie dem versprach, der sie zum Lachen brächte. Weil der Dummling aber arm ist, muss er noch einen Mann bringen, der einen Weinkeller austrinkt, dann einen, der einen Berg Brot aufisst, schließlich ein Schiff, das zu Wasser und zu Land fährt. Der Dummling sucht das Männchen, findet einen Durstigen und einen Hungrigen, die die Aufgabe erfüllen, erhält auch das Schiff, heiratet und erbt das Reich.

## Herkunft

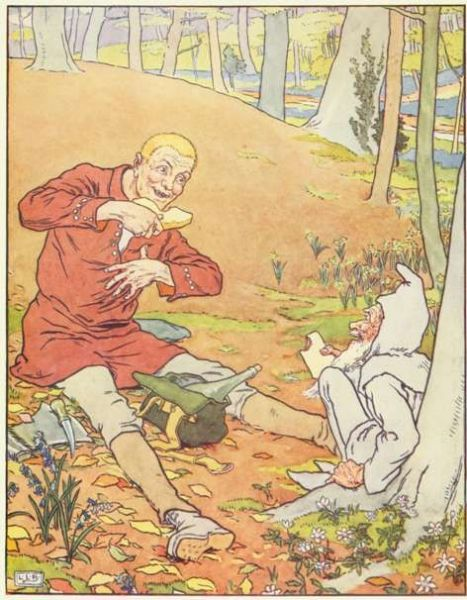
Illustration von Leonard Leslie Brooke, 1905

Grimms Anmerkung notiert: „Nach einer Erzählung aus Hessen (vielleicht Familie Hassenpflug) und einer anderen aus dem Paderbörnischen (wohl Familie von Haxthausen).“ In Letzterer gibt das Männchen dem Dummling einen Schlitten, davor ist ein Vöglein gespannt. Drei Mädchen greifen danach und bleiben hängen, denn das Vöglein ruft „Kifi“, der Dummling „Keifes“, Waschfrauen schlagen die Mädchen, Pfarrer und Küster bringen Weihwasser. Sie vergleichen bei Meier Nr. 17 Die goldene Ente, in Pröhles Märchen für die Jugend Nr. 27, KHM 106 Der arme Müllerbursch und das Kätzchen, zum Hängenbleiben Loki in der jüngeren Edda („Dämes. 51“). Konrad von Würzburgs Engelhard erhält vom Vater drei Äpfel, sie Fremden zu reichen, und nur zum Freund zu nehmen, wer ihm davon zurückgibt, dazu Johann Rudolf Wyss Volkssagen „S. 321 und S. 22“ die Anmerkung zur Apfelprobe, zum Vielesser und -trinker ein Volksbuch der pommerschen Kunigunde, KHM 71 Sechse kommen durch die ganze Welt, KHM 134 Die sechs Diener.
Jacob Grimms handschriftliche Urfassung war nicht ganz ausformuliert, entsprach aber inhaltlich schon der 1. Auflage, wo der Text mit Die Bienenkönigin, Die drei Federn und Die weiße Taube den Obertitel Von dem Dummling trägt. Er ist nun mit Redensarten ausgeschmückt, die auch blieben. Der Dummling fragt, was der Trinker sich „zu Herzen“ nähme, der klagt, „was hilft ein Tropfen auf einen heißen Stein“. Er säuft, „daß ihm die Hüften weh thaten“. Schon die 1. Auflage nennt den Egoismus des ältesten Sohnes ironisch Klugheit (siehe auch Die kluge Else). Erst die 2. Auflage erzählt (anscheinend nach Familie von Haxthausen), wie man dem Dummling nichts zutraut, „durch Schaden wirst du klug werden“. Die 3. Auflage bringt kleine sprachliche Änderungen: Aus „das Männchen ließ die Strafe nicht ausbleiben“ wird „die Strafe blieb nicht aus“. Die jüngste Wirtstochter „begriff nicht warum sie wegbleiben sollte“, der Küster ruft „vergesst nicht daß wir heute noch eine Kindtaufe haben“ (vorher nur „aber sie begriff nicht, warum“ und „heut ist noch eine Kindtaufe“). Wer die Königstochter zum Lachen bringt, den soll sie heiraten (vorher und 7. Aufl.: „der“ soll sie heiraten). Aus „steig auf“, als hätte der Dummling bei dem Hungernden ein Pferd dabei, wird „mach dich auf“. Die 5. Auflage macht „in einem Tag und einer Nacht“ zu „in einem Tag“. Letzte Änderungen erfolgten zur 6. Auflage: Der Vater rät dem Dummling „laß dich davon“ (vorher: „laß dus gar bleiben“), die älteste Tochter denkt „es wird sich schon eine Gelegenheit finden wo ich mir eine Feder ausziehen kann“ (vorher: „ich soll und muss eine Feder haben“), der Weintrinker verträgt kein Wasser und kann den Durst nicht löschen, der Magen des Essers bleibt leer (vorher: „ich spüre nichts im Leib“), der Dummling soll mit dem Schiff „angesegelt“ kommen.
Vgl. in Giambattista Basiles Pentameron die Rahmenhandlung, I,3 Peruonto, I,10 Die geschundene Alte, III,5 Der Mistkäfer, die Maus und die Grille, V,1 Die Gans, Äsops Gans mit den goldenen Eiern. Vgl. KHM 62 Die Bienenkönigin, KHM 63 Die drei Federn, KHM 64a Die weiße Taube, KHM 57 Der goldene Vogel, KHM 54 Der Ranzen, das Hütlein und das Hörnlein, KHM 97 Das Wasser des Lebens, KHM 165 Der Vogel Greif, zum Lachen auch KHM 7 Der gute Handel, zum Schatz unterm Baum KHM 99 Der Geist im Glas, zum Festbannen KHM 82 De Spielhansl, KHM 87 Der Arme und der Reiche. Ludwig Bechstein erzählt das Märchen nach anderer Quelle als Schwan, kleb an, Ernst Heinrich Meier als Die goldene Ente (Deutsche Volksmärchen aus Schwaben, Nr. 17). Einem inhaltlich ähnlichen Konzept folgt auch das aus Tirol stammende Märchen Fischlein, kleb an.

## Märchenforschung

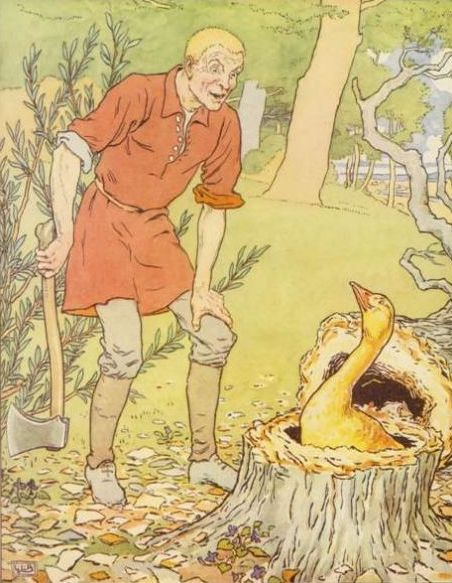
Illustration von Leonard Leslie Brooke, 1905

Grimms Text ist das älteste Beispiel für Märchentyp AaTh 571, der laut Christine Shojaei Kawan v. a. in Nord- und Mitteleuropa sowie in Irland vorkommt und sehr stabil ist. Mündliche Varianten haben oft andere Zaubertiere oder -fahrzeuge und nackte Mädchen, Pfarrer und Handwerker im Gefolge. Verbindungen mit anderen Typen, hier die abschließenden Aufgaben (AaTh 513), sind nicht die Regel. Allerdings seien durch Unstimmigkeiten des Typenkatalogs auch andere Geschichten vom ‚Zum Lachen bringen‘ so einsortiert worden. Das Märchen entstand vielleicht aus unter AaTh 571 mit erfassten Ehebruchschwänken, der älteste ist The Tale of the Basyn. Das Festbannen begegnet natürlich in verschiedensten Kulturen und Kontexten, seit der Antike als Strafwunder und Rettungswunder in Heiligenlegenden. St. Berachs Mörder bleiben an ihren Speeren und diese an einem Felsen kleben. In der Skáldskaparmál bleibt Loki mit einer Stange an Thjazi hängen und bringt später Skadi zum Lachen. Kawan zufolge nutzen Erzähler die Komik für ihre Moral. Ludwig Laistner wollte das Märchen auf eine Alptraumsage vom Fangen einer Mahrte mithilfe einer geschenkten Feder zurückführen. Naheliegender findet Kawan den Hinweis auf Sigmund Freuds Nacktheitstraum, den dieser mit Des Kaisers neue Kleider in Zusammenhang bringt. Auch W. Ellwangers Aufsatz zur Psychoanalyse der Situationskomik in Märchen beziehe sich auf AaTh 571.
Walter Scherf bemerkt, wie hier ein Schwank mittels üblicher Anfangs- und Schlussepisoden als Märchen eingekleidet wurde. Im Bild der nächtens festgebannten Wirtstöchter schimmere der erotische Sinn noch durch. Vorliegender Text ist demnach verharmlost und mit passendem Rahmen versehen. Zu Säufer und Esser notierte Wilhelm Grimm handschriftlich den Namen eines früheren Lehrers. Es handelt sich um eine frühe Märchenbearbeitung der Brüder Grimm. Für die kindgerechte kleine Ausgabe blieb der Text außen vor. Obwohl die Geschichte um das zentrale Motiv des Zaubertiers sowie der hinzugenommenen Motive des zauberkräftigen Männchens und der Wunderhelfer auch ein Zaubermärchen ist, ist das eigentliche Kernmotiv demnach schwankhafte Situationskomik und Bloßstellung ertappter Gier und Lüsternheit, wenn auch derbe Elemente die Buchfassung nicht erreichten. Die zentrale Szene der grotesken Menschenkette lässt dann vielleicht auch an Die Sieben Schwaben oder den Rattenfänger von Hameln oder einfach an einen Karnevalsumzug denken.

## Interpretation

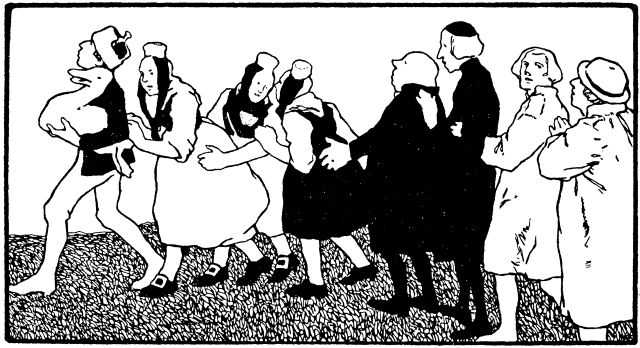
Illustration von Otto Ubbelohde, 1909

Für Rudolf Meyer ist der Jüngling ein Sucher nach lebendigen Geisteskräften, die die Seele beflügeln, von einseitigem Intellekt und Dogmatik befreien, eben einer, der Märchen erzählen kann, und die Weisheit der Phantasie wirkt nachts. Dem Pfarrer als Träger des offiziellen Geisteslebens ist der Umzug ein Skandal, doch könnte aus dem Verfolger ein Nachfolger werden. Für Edzard Storck hat der Dummling „ein Herz zum Denken“ (Lk 10,21 , Sir 17,5 ), erhält darum jede Hilfe, wird dauernd geprüft. Das Lachen ist Ausdruck des Erstaunens über Neues, noch nicht Fassbares (1 Mos 17,17 ), das Schiff zu Land und Wasser verbindet physische und geistige Welt. Psychologische Interpretationen fehlen, vielleicht weil das Zaubermärchen hinter das Schwankhafte zurücktritt. Nach Hedwig von Beit geht es hier um die Eingliederung der Anima in das Leben, da Lachen eine menschliche Äußerung ist. Umgekehrt dient ein Lachverbot in Märchen wie Die sechs Schwäne der Distanzierung vom Nur-Menschlichen. Der Homöopath Martin Bomhardt vergleicht das Märchen mit dem Arzneimittelbild von Aurum.

## Rezeptionen

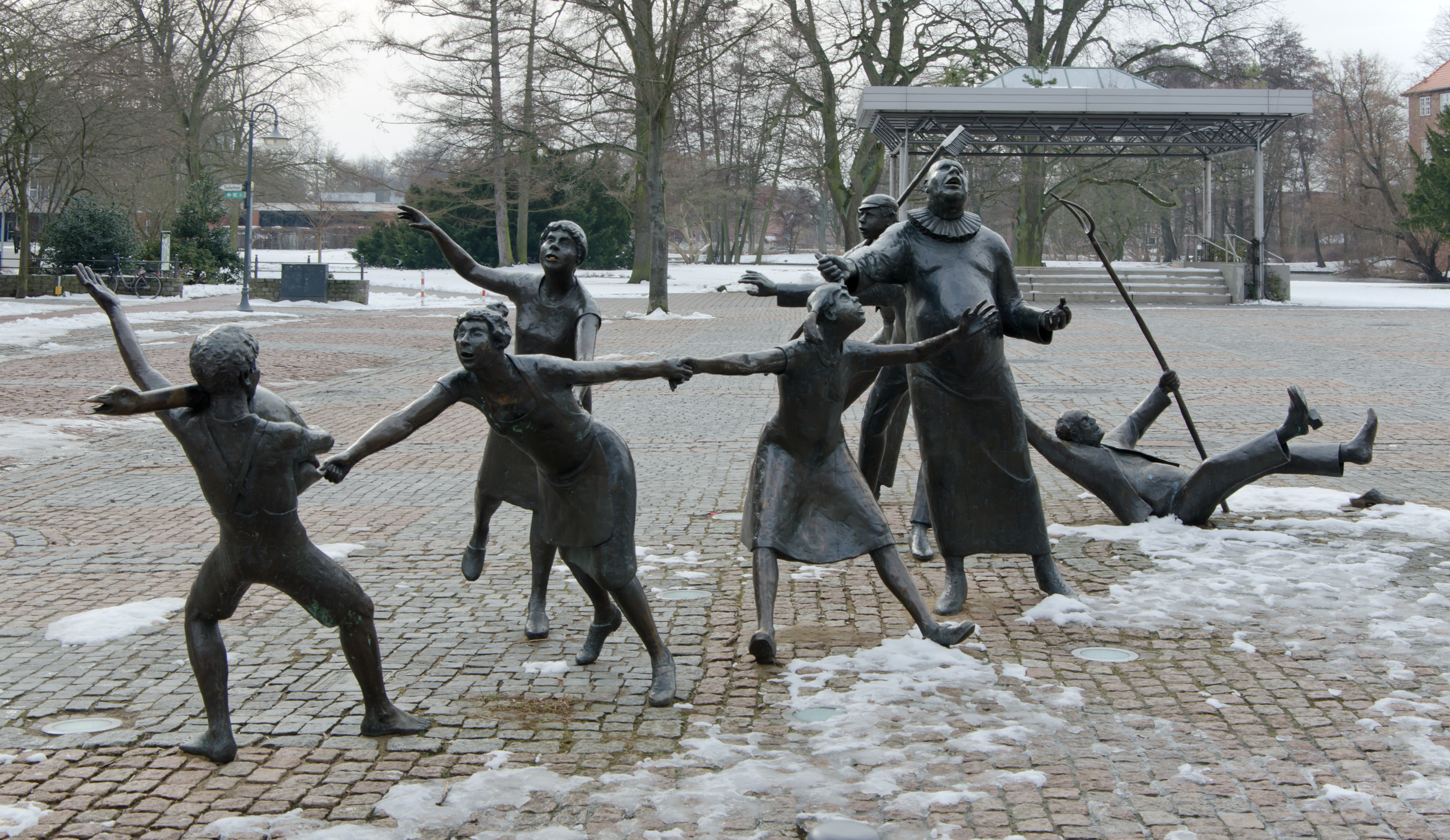
Winsener Schlossplatz mit dem Denkmal für die Goldene Gans

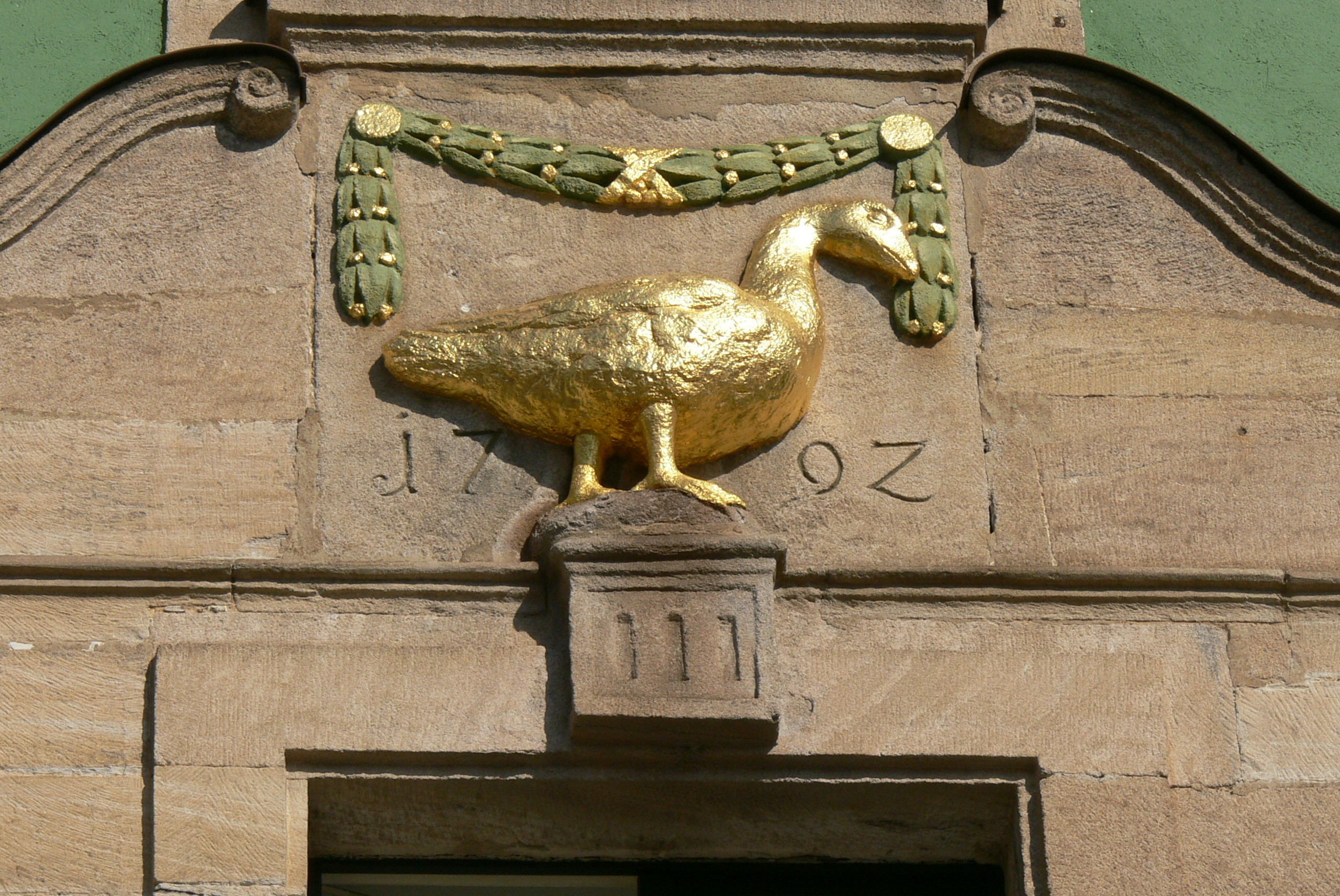
Goldene Gans auf dem Marktplatz in Weißenburg, 1792

Vgl. Bechsteins Die drei Wünsche, zum Lachen Der Geiger und seine drei Gesellen in Johann Wilhelm Wolfs Deutsche Hausmärchen, Nr. 43 Wie Dummhans für ein Gerstenkorn ein Königreich bekam, Nr. 44 Das Märchen vom Himphamp in Ulrich Jahns Volksmärchen aus Pommern und Rügen, Wilhelm Buschs Der Schmied und der Pfaffe.
In Janoschs Parodie bleiben mit Blick auf reiche Heirat so viele Mädchen an der Gans hängen, dass der Junge lieber allein bleibt.
Unklar ist der Zusammenhang bei Namen von Gasthöfen, etwa dem Gasthof Zur Goldenen Gans (Pasing). In Klagenfurt am Wörthersee steht eine Skulptur.

## Theater
- Die Brüder Grimm Festspiele Hanau zeigten Sommer 2006 das Musical „Die goldene Gans“ in Uraufführung unter Regie von Marc Urquhart, das Buch stammt von Dieter Stegmann, die Musik von Alexander S. Bermange. Weitere Stücke Die goldene Gans gab es dort 1997 und 2016.[15]
- Die Sandhas’n e. V. in Neunkirchen am Sand spielten ab Sommer 2013 eine Märchenkomödie in Uraufführung, Bühnenfassung und Regie von Ralph Langlotz, ab Dezember 2013 von der kleinen bühne 70 in Kassel.[16]

## Filme
- 1932: Die goldene Gans (Golden Goose), USA, kurzer Zeichentrickfilm.
- 1944: Die goldene Gans, Deutschland, 10-minütiger Scherenschnittfilm, Regie: Lotte Reiniger.
- 1953: Die Goldene Gans, BRD, Spielfilm, Regie: Walter Oehmichen, mit Hans Clarin, Ina Peters, Werner Lieven, Klaus Havenstein, Wilmut Borell und Nora Minor, 81 min.[17]
- 1957: Die Goldene Gans, DDR, s/w-Spielfilm, Regie: Hans-Dieter Schmidt.[18]
- 1964: Die Goldene Gans, DDR, DEFA-Spielfilm, Regie: Siegfried Hartmann, mit Peter Dommisch, Gerd E. Schäfer, Walter E. Fuß und Karin Ugowski, 67 min.[19]
- 1987: Gurimu Meisaku Gekijō, japanische Zeichentrickserie, Folge 6: Die goldene Gans.
- 2013: Die goldene Gans, Deutschland, Märchenfilm der ZDF-Reihe Märchenperlen, Regie: Carsten Fiebeler, 87 min.[20]

Der deutsche Spielfilm Die goldene Gans (1994) von Franz Seitz behandelt nicht das Märchen, sondern eine Trivialgeschichte.

## Hörspiele (Auswahl)
- 1962: Brüder Grimm: Die goldene Gans – Regie: Lothar Schluck (Kinderhörspiel – Südwestfunk)
- 1964: Brüder Grimm: Die goldene Gans – Erzählerin: Margit Seeber (Kinderhörspiel – Tempo Schallplatten)
- 1969: Brüder Grimm: Die goldene Gans/Der Wolf und der Fuchs – Regie: Inge Famira (Kinderhörspiel – Metronome Records)
- 1970: Brüder Grimm: Die goldene Gans/Jorinde und Joringel – Regie: Konrad Halver (Kinderhörspiel – Europa)
- 1989: Brüder Grimm: Sechse kommen durch die ganze Welt/Die goldene Gans – Regie/Bearbeitung: Peter Brasch (Kinderhörspiel – Litera)
- 2000: Brüder Grimm/Dorothea Lachner: Grumbeline – Regie: Hans Helge Ott (Kinderhörspiel – Radio Bremen)